# XO-2Nb
XO-2Nb هو كوكب خارج المجموعة الشمسية مؤكد يدور حول النجم XO-2N وهو المرافق الخافت في نظام XO-2 الثنائي. يقع هذا النظام على بعد يقدر بنجو 480 سنة ضوئية من الأرض في اتجاه كوكبة الوشق. اكتشف الكوكب بواسطة طريقة العبور في عام 2007 من قبل بورك وآخرون وهو ثاني كوكب خارج المجموعة الشمسية يكتشف باستخدام تلسكوب XO .

## خصائص
مثل معظم الكواكب المكتشفة خارج المجموعة الشمسية بأسلوب العبور حجم XO-2Nb يقارب حجم المشتري ويدور قريب جداً من النجم المستضيف وتقدر درجة حرارتة بحوالي 1200 ك لذلك ينتمي الكوكب إلى مجموعة من الكواكب خارج المجموعة الشمسية المعروفة باسم المشتريات الحارة. يستغرق الكوكب 2.6 يوم ليكمل مدارة حول النجم عند متوسط مسافة قدرها 0.0369 وحدة فلكية. كتلة الكوكب تعادل 57٪ كتلة مشترية ونصف قطرة يساوي تقريباً 0.973 نصف قطر مشتري أو نحو 71,000 كم. نصف قطر الكوكب كبيراً إلى حد ما بالنسبة إلى كتلة الكوكب وربما يرجع ذلك إلى التسخين الكثيف من نجمة القريب الذي ينفخ غلاف الكوكب الجوي. نسبة نصف قطر الكوكب لكتلته تنتج كثافة متدنية قدرها 820 كغم/م3.